# 59P/Kearns-Kwee
59P/Kearns-Kwee – kometa krótkookresowa, należąca do rodziny Jowisza.

## Odkrycie
Kometa została odkryta 17 sierpnia 1963 roku przez astronomów Charlesa Kearnsa i Kiema K. Kwee’a w Obserwatorium Palomar (Kalifornia). W nazwie znajdują się zatem nazwiska odkrywców.

## Orbita komety i właściwości fizyczne
Orbita komety 59P/Kearns-Kwee ma kształt elipsy o mimośrodzie 0,48. Jej peryhelium znajduje się w odległości 2,36 j.a., aphelium zaś 6,62 j.a. od Słońca. Jej okres obiegu wokół Słońca wynosi 9,51 roku, nachylenie do ekliptyki to wartość 9,34˚.
Jądro tej komety ma rozmiary 1,58 km.